# ماساهيكو ناجاساوا
ماساهيكو ناجاساوا (باليابانية: 長澤雅彦؛ بالكانا: ながさわ まさひこ) هو مخرج ياباني، ولد في 28 فبراير 1965 في أوداته في اليابان.

## وصلات خارجية
- ماساهيكو ناجاساوا على موقع IMDb (الإنجليزية)
- ماساهيكو ناجاساوا على موقع ألو سيني (الفرنسية)
- ماساهيكو ناجاساوا على موقع أول موفي (الإنجليزية)
- ماساهيكو ناجاساوا على موقع قاعدة بيانات الفيلم (الإنجليزية)
- ماساهيكو ناجاساوا على موقع كينوبويسك (الروسية)